# Đeno Dulić
Đeno (Eugen) Dulić (1836. – 1894.) je bio kulturni djelatnik bačkih Hrvata.
Surađivao je s Ivanom Antunovićem i bio je prvim predsjednikom Pučke kasine. Pripadnik je prve generacije hrvatskih preporoditelja u Bačkoj. Bio je dijelom onih preporoditelja bunjevačkih Hrvata koji su u hrvatskom kulturno-nacionalnom identitetu prepoznali svoj bunjevački identitet.
Lajčo Budanović je bio njegov unuk, sin njegove kćeri Julijane i Albe Budanovića.
U Đurđinu je mjesna pučka škola, Šokčićeva škula nosila ime Đene Dulića.